# Oleksandr Pohorilko
Oleksandr Serhijowytsch Pohorilko (ukrainisch Олександр Сергійович Погорілко; * 16. April 2000 in Korop) ist ein ukrainischer Sprinter, der sich auf den 400-Meter-Lauf spezialisiert hat und aktuell Inhaber des Landesrekordes ist.

## Sportliche Laufbahn
Erste internationale Erfahrungen sammelte Oleksandr Pohorilko im Jahr 2019, als er bei den U20-Europameisterschaften in Borås im 400-Meter-Lauf mit 48,52 s in der ersten Runde ausschied und mit der ukrainischen 4-mal-400-Meter-Staffel in 3:10,75 min den sechsten Platz belegte. Im Jahr darauf gewann er bei den Balkan-Meisterschaften in Cluj-Napoca in 46,87 s die Bronzemedaille über 400 Meter und gewann in der 4-mal-100-Meter-Staffel in 39,87 s die Silbermedaille und gewann mit der 4-mal-400-Meter-Staffel mit 3:08,53 min Bronze. 2021 schied er bei den Halleneuropameisterschaften in Toruń mit 47,95 s in der Vorrunde aus. Im Juli belegte er bei den U23-Europameisterschaften in Tallinn in 45,87 s den vierten Platz über 400 m und verpasste mit der 4-mal-400-Meter-Staffel mit 3:07,87 min den Finaleinzug. Daraufhin nahm er mit der ukrainischen Mixed-Staffel an den Olympischen Spielen in Tokio teil und schied auch dort mit 3:14,21 min in der Vorrunde aus.
2022 gewann er bei den Balkan-Meisterschaften in Craiova in 45,86 s die Silbermedaille über 400 Meter hinter dem Rumänen Mihai Dringo und mit der 4-mal-400-Meter-Staffel siegte er in 3:05,96 min. Anschließend verpasste er mit der Staffel bei den Europameisterschaften in München mit 3:04,15 min den Finaleinzug. Im Jahr darauf wurde er bei der 2. Liga der Team-Europameisterschaft im Rahmen der Europaspiele in Chorzów in 45,31 s Zweiter über 400 Meter und wurde mit der Mixed-Staffel in 3:15,13 min Dritter. Im  Juli siegte er in 45,36 s bei den Balkan-Meisterschaften in Kraljevo und sicherte sich dort in 3:06,43 min auch die Goldmedaille in der 4-mal-400-Meter-Staffel. Daraufhin schied er bei den Weltmeisterschaften in Budapest mit 45,37 s in der ersten Runde aus. Im Jahr darauf wurde er bei den World Athletics Relays in Nassau in 3:14,49 min Zweiter im C-Lauf in der 2. Qualifikationsrunde in der Mixed-Staffel für die Olympischen Spiele und sicherte der Ukraine einen Startplatz. Anschließend siegte er bei den Balkan-Meisterschaften in Izmir in 3:07,16 min in der Männerstaffel. Kurz darauf schied er bei den Europameisterschaften in Rom mit 45,41 s im Halbfinale über 400 Meter aus und verpasste mit der Staffel mit 3:05,86 min den Finaleinzug. Im August schied er bei den Olympischen Sommerspielen in Paris mit 3:15,51 min im Vorlauf in der Mixed-Staffel aus und über 400 Meter schied er mit 45,59 s in der Hoffnungsrunde aus. 2025 siegte er in 46,49 s über 400 Meter bei den Balkan-Hallenmeisterschaften in Belgrad, ehe er bei den Halleneuropameisterschaften in Apeldoorn mit neuem Landesrekord von 46,32 s in der ersten Runde ausschied. Ende Juni wurde er bei der 1. Liga der Team-Europameisterschaft in Madrid in 44,81 s Zweiter hinter dem Briten Samuel Reardon und verbesserte damit erneut den Landesrekord und gelangte zudem mit der Mixed-Staffel mit 3:16,18 min auf den vierten Platz im B-Lauf. Anschließend siegte er bei den Balkan-Meisterschaften in Volos in 45,10 s über 400 Meter sowie in 3:07,00 min auch mit der Männerstaffel. 
In den Jahren von 2020 bis 2025 wurde Pohorilko ukrainischer Meister im 400-Meter-Lauf sowie in der 4-mal-400-Meter-Staffel im Freien. In der Halle siegte er 2020 und 2021 sowie von 2023 bis 2025 im Staffelbewerb sowie 2021 und von 2023 bis 2025 auch über 400 Meter.

## Persönliche Bestzeiten
- 400 Meter: 44,81 s, 27. Juni 2025 in Madrid (ukrainischer Rekord)
  - 400 Meter (Halle): 46,32 s, 7. März 2025 in Apeldoorn (ukrainischer Rekord)